# Donat

Kommunvapen innan 2003.

Donat (tysk och tidigare officiell stavning Donath) är en ort i kommunen Muntogna da Schons i kantonen Graubünden, Schweiz. Orten var före den 1 januari 2021 en egen kommun, men slogs då samman med kommunerna Casti-Wergenstein, Lohn och Mathon till den nya kommunen Muntogna da Schons.
Den var belägen på Schamserberg (Muntogna da Schons) (sydostsluttningen av berget Piz Beverin) på västra sidan av floden Hinterrhein i dalen Schams (Schons). Sin nuvarande geografiska omfattning fick kommunen 2003, då den mindre kommunen Patzen-Fardün införlivades. I samband med detta återromaniserades stavningen på de tre byarna i den nya kommunen: Donath, Fardün och Patzen blev Donat, Farden och Pazen.

## Språk
Det traditionella språket är sutsilvansk rätoromanska. Tills skillnad från kommunerna nere i dalbottnen, som nästan helt har förtyskats under 1900-talet, har det gamla språket hållit sig kvar i byarna på bergssluttningen. Det har varit modersmål för en stor majoritet av befolkningen ända fram till slutet av 1900-talet då tyska språket fick ett större inpass, så att det nu är endast halva befolkningen som har rätoromanska som modersmål, även om betydligt fler kan tala och förstå det.

## Religion
Kyrkan är sedan 1530 reformert.

## Utbildning
Donat har en låg- och mellanstadieskola som används även av de andra småkommunerna på Schamserberg (Casti-Wergenstein, Lohn och Mathon). Undervisningen bedrivs där på rätoromanska, med tyska som skolämne. Högstadieeleverna går i skola i Zillis i dalbottnen, där skolspråket är tyska.

## Arbetsliv
Det lokala näringslivet präglas ännu av primärsektorn. En betydande del av de förvärvsarbetande pendlar till andra kommuner, men någon inpendling förekommer inte.